# Malikia spinosa
Malikia spinosa es una bacteria gramnegativa del género Malikia. Fue descrita en el año 2005. Su etimología hace referencia a espina. Anteriormente conocida como Pseudomonas spinosa. Es aerobia y móvil por flagelos polares, entre 1 y 3. Tiene un tamaño de 1,1 μm de ancho por 3-6 μm de largo, y en algunos casos forma filamentos de 50 μm de largo. Presenta gránulos de polihidroxialcanoatos. Forma colonias lisas, circulares, de color blanco y translúcidas en agar R2A tras 2 días de incubación. Temperatura óptima de crecimiento de 32 °C. Se ha aislado de agua de un río en Estados Unidos. Se ha observado que tiene capacidad para degradar sustancias aromáticas.